# Cake Bash
Cake Bash是一款由High Tea Frog开发、Coatsink 发行的聚会游戏。该游戏于2020年10月15日在Microsoft Windows 、 PlayStation 4 、 Xbox One和Google Stadia上发布，随后于同年11月19日在任天堂Switch上发布。 Cake Bash中內含13种小游戏。 
High Tea Frog 是一家位于英国蓋茨黑德的独立工作室，由三名前育碧员工创立。 